# Rydułtowy
Rydułtowy este un oraș în Voievodatul Silezia din Polonia. Are o populație de 21.900 locuitori (2002) și o suprafață de 15 km².